# Chersotis glareosa
Chersotis glareosa är en fjärilsart som beskrevs av Eugen Johann Christoph Esper. Chersotis glareosa ingår i släktet Chersotis och familjen nattflyn. Inga underarter finns listade i Catalogue of Life.